# D-Route

Logo des Radnetz Deutschland

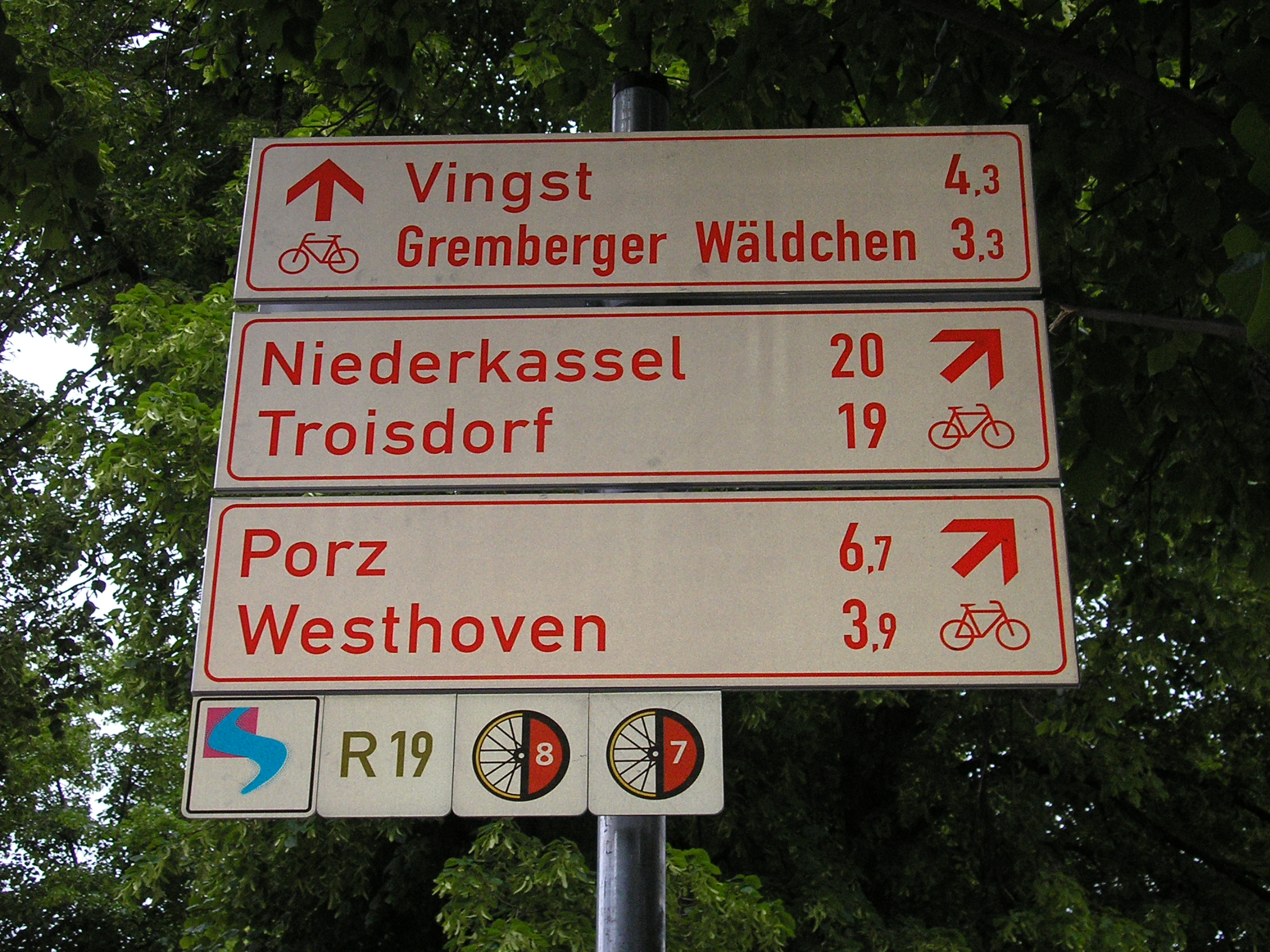
D-Routen-Wegweiser in Köln-Poll

Die D-Routen sind ein System von zwölf Radfernwegen, das deutschlandweit im Rahmen des nationalen Radverkehrsplans (NRVP) gefördert wird. Die Routen waren erstmals Teil des ersten NRVP 2002-2012. Die darauffolgenden NRVP 2020 (beschlossen 2012) und NRVP 3.0 (beschlossen 2022) beinhalten eine Fortsetzung des Projekts.
In Nordrhein-Westfalen sind beispielsweise die Routen 3, 4, 7, 8 und 9 im Zusammenhang mit dem Radverkehrsnetz NRW ausgeschildert. Das Logo der Routen zeigt ein Rad, das auf der linken Seite Speichen hat. Auf der rechten Seite ist die Nummer des betreffenden Weges auf rotem Grund angegeben.

## Netz
Folgende zwölf D-Routen bilden das Radnetz Deutschland:
| D-Route | Name                             | Verlauf | Länge   |
| ------- | -------------------------------- | --- | ------- |
| 1       | Nordseeküstenroute               | entlang der Nordseeküste von der niederländischen bis zur dänischen Grenze, Teil des Nordseeküsten-Radwegs                                                                       | 907 km  |
| 2       | Ostseeküstenroute                | entlang der Ostseeküste von Flensburg über die Inseln Rügen und Usedom bis zur polnischen Grenze, Teil des Ostseeküsten-Radwegs                                                  | 1055 km |
| 3       | Europaroute                      | von der niederländischen Grenze über Münster, Goslar, Potsdam und Berlin bis zur Oder                                                                                            | 960 km  |
| 4       | Mittelland-Route                 | von Aachen über Bonn, Siegen, Erfurt, Jena, Chemnitz und Dresden nach Zittau | 1045 km |
| 5       | Saar-Mosel-Main                  | von Saarbrücken über Trier, Koblenz, Mainz, Frankfurt am Main, Würzburg und Bayreuth bis zur tschechischen Grenze                                                                | 1021 km |
| 6       | Donauroute                       | vom Dreiländereck bei Basel über Ulm und Regensburg bis nach Passau, Teile des Rheinradwegs und des Donauradwegs in Deutschland                                                  | 733 km  |
| 7       | Pilgerroute                      | von Flensburg über Hamburg, Bremen, Osnabrück, Münster, Duisburg, Düsseldorf und Köln nach Aachen                                                                                | 1189 km |
| 8       | Rhein-Route                      | vom Bodensee entlang des Rheins bis zur niederländischen Grenze | 1019 km |
| 9       | Weserradweg / Romantische Straße | von der Nordsee bei Cuxhaven über Bremen, Bad Karlshafen, Kassel, Fulda und das Taubertal nach Füssen im Allgäu                                                                  | 1288 km |
| 10      | Elberadweg                       | entlang der Elbe von der tschechischen Grenze bei Schmilka und der Sächsischen Schweiz über Dresden, Dessau, Magdeburg und Hamburg bis zur Mündung in die Nordsee bei Cuxhaven   | 1328 km |
| 11      | Ostsee–Oberbayern                | von Rostock an der Mecklenburgischen Seenplatte vorbei nach Berlin und über Dessau, Halle, Jena, Hof, Bayreuth, Bamberg, Nürnberg, Landshut, München und Rosenheim nach Salzburg | 1697 km |
| 12      | Oder-Neiße-Radweg                | entlang der deutsch-polnischen Grenze von der Ostsee bis in das Zittauer Gebirge                                                                                                 | 630 km  |

## Zukunft
Der Nationale Radverkehrsplan 2020 sieht vor, die EuroVelo-Route 13 „Eiserner Vorhang“ in das D-Netz einzugliedern. Der Nationale Radverkehrsplan 3.0 mit Zielhorizont 2030 benennt außerdem den Radweg Deutsche Einheit als Teil des Radfernwegnetzes Deutschland.